# Шварков, Борис Павлович
Борис Павлович Шварков (15 февраля 1920, Вологодский район — 26 ноября 1978, Вологда) — советский живописец.

## Биография
Родился 15.02.1920 в деревне Новое Вологодского района Вологодской области. Постоянно жил и работал в Вологде с 1948.
Учился в вечерней художественной студии при Товариществе вологодских художников (1936—1939).
Участник Великой Отечественной войны. Член Союза художников СССР с 1961.
Участник областных, межрегиональных, всероссийских, всесоюзных художественных выставок с 1952. Персональные выставки живописи: Вологда (1960, 1980, 1985, 2000).
Произведения художника находятся в собраниях Вологодской областной картинной галереи, Череповецкого музейного объединения, других музеях Вологодской области, в частных коллекциях в России и за рубежом.
Художник работал в технике масляной живописи в жанрах тематической картины, пейзажа и натюрморта. Развивал традиции советского искусства середины XX века, создавал тематические картины, монументальные индустриальные и ландшафтные пейзажи.